# Ariel Barría Alvarado
Ariel Barría Alvarado (Las Lajas, 23 de marzo de 1959-Panamá, 12 de junio de 2021) fue un profesor, escritor y gestor cultural panameño, múltiples veces ganador del Concurso Nacional de Literatura Ricardo Miró.

## Obras literarias

### Cuentos
- El libro de los sucesos (Fundación Cultural Signos, Panamá, 2000)

### Novelas
- La loma de cristal (INAC, Panamá, 2001)
- Al pie de la letra (Universidad Tecnológica de Panamá, Panamá, 2003)
- En nombre del siglo (Editora Géminis, Panamá, 2004).

### Obras ganadoras del Concurso Nacional de Literatura Ricardo Miró[3]

#### Novela
- La loma de cristal (2000)
- La casa que habitamos (2006)
- Las canciones que el público nos  pide (2014)[4]

#### Cuento
- Ojos  para oír (2006)
- Losa  doce (2015)[2]
- Al pie de la letra

### Otros premios
- Entre 1973 y 1977 sus cuentos han sido acreedores al Concurso Literario Intercolegial del Ministerio de Educación de Panamá;
- Premio Panorama Social de cuentos en 1980;
- Premio Pablo Neruda en1981, llevado a cabo por la escuela de español de la Universidad de Panamá;
- Premio Universidad en 1987, con la obra “De lodos y dioses”;
- Primer lugar en el Concurso Nacional César Candanedo en 1999
- Premio Nacional de Cuentos “José María Sánchez" en 2012, con el libro "Al pie de la letra".